# Stubbe – Von Fall zu Fall: In den Nebel
In den Nebel ist ein deutscher Fernsehfilm von Peter Kahane aus dem Jahr 2009. Es handelt sich um den siebenunddreißigsten Filmbeitrag der ZDF-Kriminalfilmreihe Stubbe – Von Fall zu Fall mit Wolfgang Stumph in der Titelrolle.

## Handlung
Kommissar Stubbe ermittelt mit seinem Kollegen Zimmermann im Mord an dem Rentner Justus Trautmann. Bei den Ermittlungen sind sie auf Aussagen der Ehefrau Annegret Trautmann angewiesen, die an Alzheimer-Demenz leidet und wodurch sich die Befragung der Kommissare als schwierig gestaltet.
Die Ermittler vermuten einen Einbrecher, aber fast wie erwartet kann sich Annegret Trautmann an nichts erinnern. Man musste sie auch erst suchen, weil sie ziellos durch die Stadt irrte. Da sie aber Blut an ihren Schuhen hatte, muss sie zur Tatzeit bei ihrem Mann gewesen sein. Kommissar Zimmermann hält es durchaus für möglich, dass Annegret Trautmann trotz oder gerade wegen ihrer Krankheit ihren Mann erstochen haben könnte. Trotzdem ermitteln Stubbe und Zimmermann in alle Richtungen, befragen Freunde und Angehörige und überprüfen deren Alibis. Dabei kristallisiert sich immer mehr heraus, dass es innerhalb der Familie Spannungen gab. Der Sohn musste das Autohaus seines Vaters weiterführen, obwohl er mit seiner Familie eigentlich andere Pläne hatte. Nun kümmert er sich zusammen mit seiner Frau und dem Sohn um seine kranke Mutter. Dabei bemerken sie, wie schwierig das ist und sie mit der alleinigen Pflege überfordert sind.
Mittlerweile ergeben sich Hinweise, die den Enkel des Opfers belasten. Als seine Mutter davon erfährt, bricht Ina Trautmann ihr Schweigen und spricht mit Stubbe. Sie hätte sich in letzter Zeit häufig mit ihrer Schwiegermutter getroffen. Gerade hätte sie alte Fotos gefunden und gehofft, Annegret könne sich dadurch wieder an Vergangenes erinnern. Da hier auch ein Foto eines guten alten Freundes dabei war, an den sie sich dann tatsächlich erinnerte, hätte das ihren Mann wütend gemacht. Er warf seiner Frau vor, sich an ihren alten Liebhaber zu erinnern, aber an die eigene verstorbene Tochter nicht. Justus hätte sich dermaßen aufgeregt und da er schon immer zu Wutanfällen geneigt hätte, sei er letztendlich auf seine Frau losgegangen und hätte sie gewürgt. Um dies zu beenden, hatte Ina Trautmann nach einem Messer gegriffen und zugestochen. Sie hätte sich dann ihrem Sohn anvertraut, der auf die Idee mit dem fingierten Einbruch gekommen wäre.

## Nebenhandlung
Christiane Stubbe hat bei der Hamburger Zeitung eine Anstellung begonnen und will dort nun ihre journalistischen Fähigkeiten unter Beweis stellen. Ihr neuer Chef gibt ihr die Chance, sich zu beweisen. Außerdem lernt sie den Fotografen Helge Kleinert kennen, der ihr anfangs ziemlich auf die Nerven geht.
Charlotte macht den Stubbes auch etwas sorgen, denn sie hat einfach so eine teure Reise gebucht. Sie erklärt dies aber dann, weil sie zu Lebzeiten ihres Mannes diese Reise unternehmen wollten, es dazu aber nicht mehr gekommen war. Wilfried überrascht Charlotte dann mit zwei Tickets für Christiane und ihn selbst, um die Reise zu dritt zu unternehmen.

## Hintergrund
Der Film wurde unter dem Arbeitstitel Reise in den Nebel  vom 25. August bis zum 25. September 2009 in Hamburg und Umgebung gedreht und am 19. Dezember 2009 um 20:15 Uhr im ZDF erstausgestrahlt.

## Rezeption

### Einschaltquote
Bei seiner Ausstrahlung am 19. Dezember 2009 im ZDF wurde In den Nebel von 6,06 Millionen Zuschauern gesehen, was einem Marktanteil von 19,6 Prozent zur Hauptsendezeit entsprach.

### Kritiken
Rainer Tittelbach von Tittelbach.tv urteilte: „Die Episode ‚In den Nebel‘ ist ein Ermittlerkrimi, bei dem das Thema den Ton angibt. Der Menschenversteher ermittelt in ein fragiles Beziehungsgeflecht hinein.“ Allerdings bleibt „die kriminelle Energie des Films […] überschaubar“ und „die gesellschafts- und familienpolitische Relevanz spielt sich [etwas stark] in den Vordergrund.“ So kann der Film trotzdem „funktionieren, weil Wolfgang Stumph seinen Stubbe so zurückhaltend spielt, wie es eine solche Geschichte verlangt.“
Die Kritiker der Fernsehzeitschrift TV Spielfilm war In den Nebel ein „Bemerkenswerter, subtil inszenierter Fall über den Umgang mit Demenzkranken.“ und fassten anschließend kurz zusammen: „Tragisch, emotional und mitreißend“ und vergaben dem Film die bestmögliche Wertung (Daumen nach oben).
Fabian Riedner von Quotenmeter.de wertete: „Der neue Kriminalfilm ist nicht schlecht, Wilfried Stubbe und Bernd Zimmermann ermitteln souverän. Bereits von Anfang an werden die Fakten immer wieder erörtert und analysiert, woraus sich dann neue Schritte ergeben. Oftmals irren die Darsteller in deutschen Produktionen rund 75 Minuten in der Gegend herum, bis ein Charakter sich die Akten anschaut und den Fall abschließt. Dies ist hier – Gott sei Dank – nicht der Fall.“